# Rocca San Felice
Rocca San Felice es uno de los 119 municipios o comunas ("comune" en italiano) de la provincia de Avellino, en la región de Campania. Con cerca de 903 habitantes, según el censo de 2005, se extiende por una área de 14 km², teniendo una densidad de población de 65 hab/km². Linda con los municipios de Frigento, Guardia Lombardi, Sant'Angelo dei Lombardi, Sturno, y Villamaina.

## Demografía
| Gráfica de evolución demográfica de Rocca San Felice entre 1861 y 2001 |
|                                                                        |
| Fuente ISTAT - elaboración gráfica de Wikipedia                        |